# Phlegetonia repleta
Phlegetonia repleta là một loài bướm đêm trong họ Noctuidae.